# Riu Calders
|  | No s'ha de confondre amb Riu de Calders. |

El Calders, Riu o Riera de Calders, és un curs d'aigua que travessa els termes municipals de Monistrol de Calders i Calders, al Moianès, i Navarcles, al Bages. El Calders pertany a la conca del Llobregat; és un afluent directe seu, per l'esquerra, i hi aflueix a Navarcles.

## Etimologia
El nom del riu ve de caldarias (calderes), referit a un fenomen d'erosió molt característic en aquest riu i en els seus afluents, que consisteix en uns forats arrodonits a la roca produïts pels remolins d'aigua en els congosts, molt abundants, que hi ha en aquest riu.

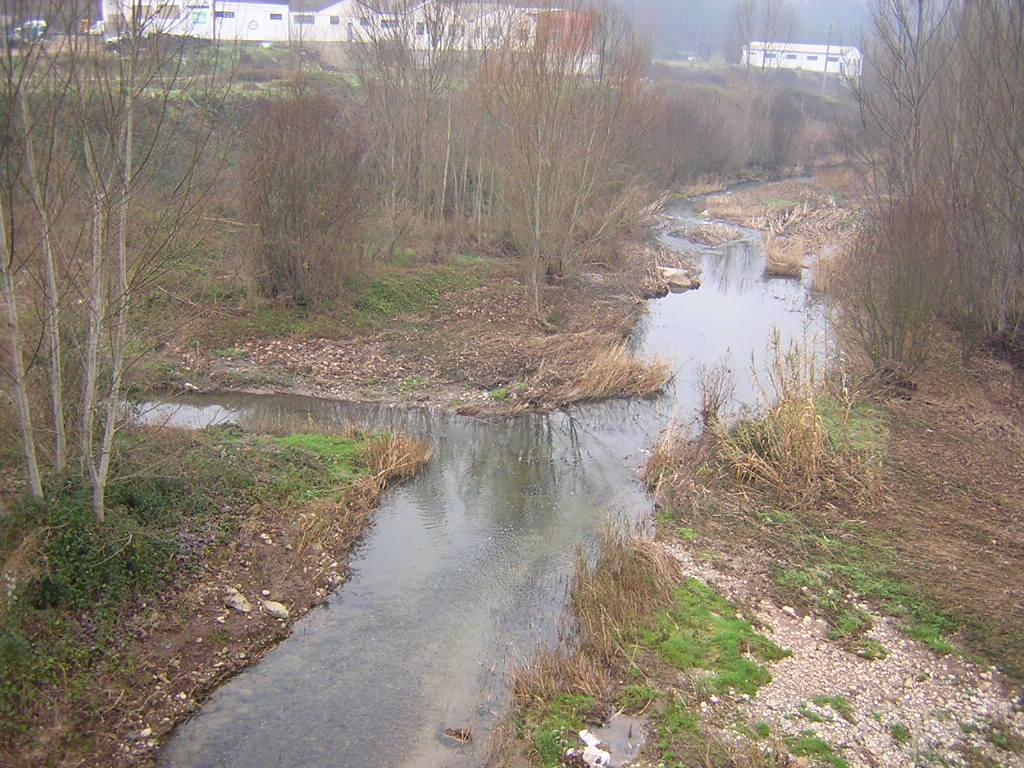
Naixement del Calders: en primer terme, la Golarda, a l'esquerra, la riera de Sant Joan; cap al fons, el Calders

## Traçat
El Calders s'origina a Monistrol de Calders, al costat nord-oest del poble, per la unió de dues rieres: la Golarda i la de Sant Joan (números 1 i 2 en el mapa de més avall). És l'indret que es coneix amb el nom de Mesclants (punt A en el mapa).

### Monistrol de Calders

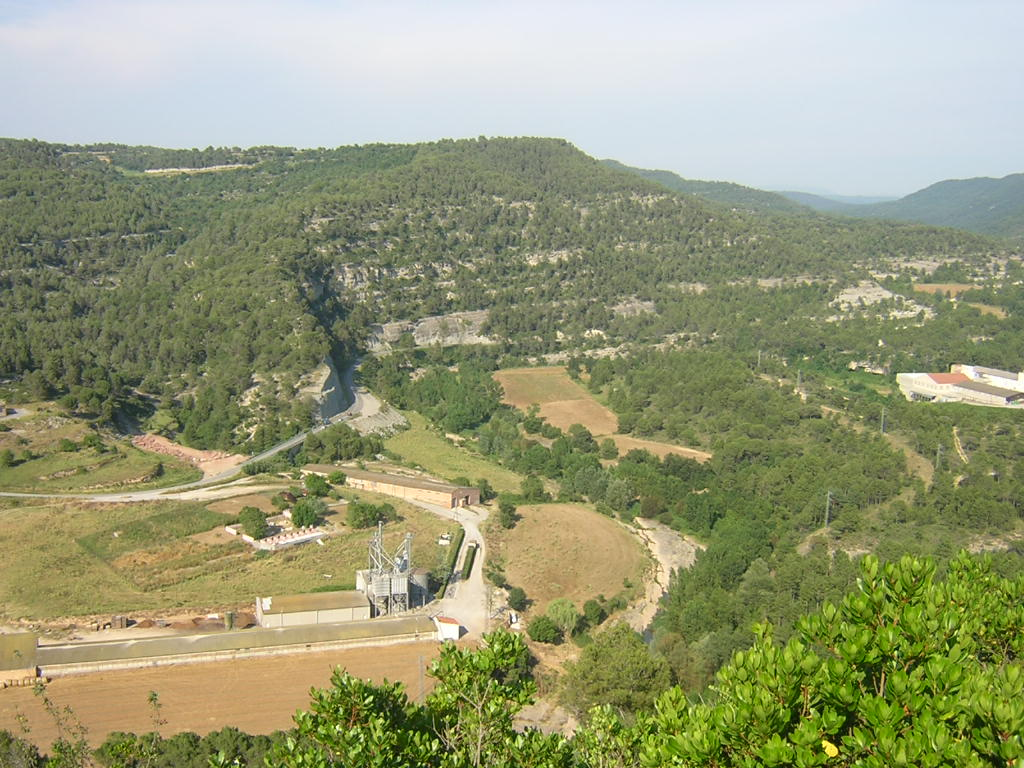
El Calders, en el pas del terme de Monistrol de Calders al de Calders; al centre de la foto, el Vilar

Traçat del Calders, entre Monistrol de Calders i Navarcles

Des d'aquest lloc, el curs d'aigua s'adreça cap a ponent resseguint el vessant nord de la Serra de les Abrines, fent diversos meandres per tal de salvar-ne els contraforts. Just en sortir de poble deixa a l'esquerra el Polígon Industrial la Llandriga i a la dreta la Serreta. També queda al costat esquerre la zona del Mas Llandric, el Serrat del Gordi i la Llandriga (on hi havia hagut el mas Llandric, actualment del tot desaparegut), deixa a llevant el Camp del Serni, passa pels Campassos, on hi ha la resclosa del Molí de la Païssa i la Granja dels Campassos, lloc on queda a la dreta els Horts del Rial de la Païssa. Al cap poc deixa a l'esquerra la Pedrera de Monistrol, o d'en Sala i a la dreta la Colònia, al voltant de la qual fa un retorçat meandre, i n'emprèn un altre que crea una quasi illa, denominada el Vilar (punt B). En arribar a la meitat d'aquest lloc, sota els Cingles del Vilar, el Calders esdevé termenal entre Monistrol de Calders i Calders, i deixa de ser termenal per tal d'entrar de ple en el terme calderí just a ponent de la fàbrica de Pinsos Ponsa.

### Calders
Continuant amb els meandres del seu recargolat recorregut, el Calders entra en el terme municipal homònim fent-ne dos de seguits, el segon dels quals, actualment estroncat, feia canviar de direcció el riu, ja que hi emprenia la direcció sud, abandonant l'oest, que anava mantenint, a grans trets, des de Monistrol de Calders. Un primer revolt era el que deixava al nord la Vinya del Rector i el Bac de Sant Amanç, però a continuació feia un amplíssim meandre tot a l'entorn del penyal on es drecen encara avui dia les ruïnes del Castell de Calders (punt C), al qual el riu arribava des de llevant, hi feia tota la volta pel nord i per ponent, i se n'allunyava en direcció sud. Ja al segle xviii, però, la mateixa erosió obrí un pas al riu que li estalviava fer tota aquesta volta, i, al lloc del Molí del Castell, on rep l'afluència del torrent de les Fonts (número 3), el Calders fa un saltant d'aigua i torç cap a migdia, just en el moment que rep, també per la dreta, el torrent de la Querosa (número 4). En aquest lloc el riu fa tota la volta també a la Serra de les Abrines, que sempre manté a l'esquerra del curs d'aigua.
En el molí esmentat, el Calders entra en territori de l'antiga sufragània de Sant Andreu de Calders, que estava adscrita a la de Sant Vicenç de Calders, situada dalt del poble. Les masies de tot aquest rodal pertanyien a aquesta unitat semiparroquial. En primer lloc deixa a la dreta la roca de la Mola i la masia de Malniu, situada al capdamunt del Pla de Malniu, a ran del qual, però a l'esquerra del curs d'aigua, hi ha la Font de l'Esquerda. Després de fer un altre meandre a l'entorn del Rial de Mestre Jan, arriba a la resclosa de Bellveí, on, a la dreta, hi ha les ruïnes de l'església de Sant Andreu i a l'esquerra la Font Andreu (punt D). A la resclosa de Bellveí el Calders torna a girar cap a ponent, sempre fent grans giragonses. Al cap de molt poc deixa a l'esquerra la gran Quintana de Bellveí, amb la Casa Gran de Bellveí a l'extrem sud i Bellveí a ponent. En aquest lloc hi aflueix des del sud-est el torrent de Bellveí (número 5). A la dreta del Calders queda la Quintana de Comelles, la Font de Comelles, la masia de Comelles i la Vinya de Comelles, tot enclòs en una petita coma, que dona nom al lloc.
Passat Bellveí troba la resclosa del Jorba, al nord del Serrat de Montbrú i a migdia de la Plana del Campaner, i comença un dels meandres més grossos del seu curs, tot al voltant del Gorgolí o Gargolí, a migdia del Forat Micó. A la dreta va deixant els territoris de Serramelera, la Sabatera i Corseca, on hi ha les restes de la masia de Serramelera. Al final d'aquest meandre a la dreta del Calders queda la masia de Rubió de l'Alzina, al capdamunt de la Plana de Rubió, a l'entorn de la qual torna a fer el Calders un ample meandre.
Passat Rubió de l'Alzina, el Calders fa una nova doble giragonsa on hi ha una altra resclosa, deixant a l'esquerra del riu el Clot del Soldat, i de seguida un altre meandre deixa a la dreta el Molí del Blanquer i la Font del Blanquer, al nord de la Baga del Vintró. Després, deixa a l'esquerra el Pla de les Guixes, on comença, una vegada més, un meandre doble molt tancat, que deixa en el centre, a l'esquerra del riu, el lloc de Pertegàs i de seguida les restes de la masia de la Mira. Amb aquest doble meandre, el Calders arriba a l'extrem de ponent del Pla de les Guixes, esmentat just abans. En aquest lloc el Calders entra en el que fou territori del poble de masies disperses de Viladecavalls de Calders, amb l'antiga església parroquial de Sant Pere de Viladecavalls. El riu s'estreny una mica al lloc de Regollades, a la dreta del riu, on, a l'esquerra, hi ha la Font Calda, i emprèn una altra doble giragonsa, que deixa a la dreta la Vinya de l'Onclo i a l'esquerra l'església vella de Sant Pere i el Llucià, gran masia que feia de centre del poble dispers de Viladecavalls de Calders.
Un altre meandre doble, amb una cinglera a la vora dreta del riu, s'allunya cap al nord del Llucià i l'església vella de Sant Pere, deixa a la dreta el Cingle de la Central i arriba a una resclosa mitjana, deixant a la dreta primer el lloc de les Passeres i tot seguit la masia del Manganell i la Colònia Jorba (punt E). A l'esquerra del riu hi ha en aquest lloc l'església nova de Sant Pere de Viladecavalls i la Font de Sant Lluís, i a la dreta, la Font de l'Avi i la Païssa. Passada la Colònia Jorba, el Calders deixa a migdia la Baga de l'Angle i al nord els indrets del Tauló i la Vinya del Coix. Tota l'estona fent grans giragonses, encara, deixa a la dreta el Cingle de l'Angle, i a l'esquerra la Font de l'Angle i la masia de l'Angle. Just a ponent de l'Angle, en un indret on el curs torna a passar entre cingleres, el Calders abandona el terme municipal de Calders, i entra en el de Navarcles.

### Navarcles
Amb un doble meandre molt tancat, el Calders entra en territori de Navarcles, deixant a la dreta el Cingle de la Deu i, al damunt del cingle, el Pla de la Deu, mentre a l'esquerra queda, també enlairats, la Granja el Turó i el Pla de la Cura, just abans de trobar les primeres cases de l'eixample de Navarcles. Deixa a l'esquerra la Pólvora i la Granja Quatre Vents, i, després de deixar enrere una resclosa petita, forma el Llac de Navarcles. Deixa a l'esquerra la Font de la Cura i el barri del Serrat dels Tres Pins, després el de Sant Bartomeu, amb la masia de Cal Tàpies i l'església romànica de Sant Bartomeu de Navarcles, on hi ha la Font de Santa Margarida, i de seguida arriba a l'extrem nord del poble de Navarcles, on rep per l'esquerra la Riera de Navarcles (punt 6). Just allí fa el darrer meandre i vessa en el Llobregat, just al nord-oest de la Fàbrica del Molí d'en Serra (punt F).